# 雙席位制
- 關於生物學中的「Binomial System」，請見「雙名法」。
- 關於2021年香港政治制度改革後香港立法會地區直選議席的產生辦法，請見「不可轉移單票制」。

雙席位制（Binomial System），又稱雙提名選舉制（Binomial Electoral System）、雙議席單票制，是一種選舉制度。這項制度至今僅在1989年—2013年於智利的议会選舉中實行，當時為皮諾契特下台前所設計的一種少數代表制，而這項制度在當地於2015年通過新選舉法以比例代表制取代，採用漢狄法，於2017年開始施行。

## 概要
1989年，智利總統皮諾契特在公投否決延長任期後，即著手還政於民的工作。而這次公投也顯示縱使歷經17年軍政府高壓獨裁統治，左派勢力仍大於右派，於是制定了有利於右派或保守派勢力分配席次的選舉規則。果不其然，隨之的民主選舉，左派重新執政。雖然改革呼聲及動作不斷，但反過來說，左派一旦在野也會受益，所以智利左、右派尚可接受該選舉制度，直到2014年。

## 特色
各政黨或獨立候選人組成聯盟，在每個應選名額兩名之選區提出同額名單，選民對其中候選人單記投票。分配席次方式為合計兩人名單得票數，第一高票名單須得票兩倍於其他名單，才能囊括兩名當選席次，否則與第二高票名單各分得一席。如圖示，當選者標記「✔」：
| 名單     | 例1  | 例2  | 例3  | 例4  |
| -------- | ---- | ---- | ---- | ---- |
| 左派聯盟 | 40%  | 50%  | 60%  | 39%  |
| 候選人甲 | 30%✔ | 30%✔ | 50%✔ | 20%✔ |
| 候選人乙 | 10%  | 20%  | 10%✔ | 19%  |
| 右派聯盟 | 40%  | 30%  | 30%  | 33%  |
| 候選人丙 | 22%✔ | 18%✔ | 18%  | 18%✔ |
| 候選人丁 | 18%  | 12%  | 12%  | 15%  |
| 其他     | 20%  | 20%  | 10%  | 28%  |
| 候選人戊 | 11%  | 11%  | 6%   | 26%  |
| 候選人己 | 9%   | 9%   | 4%   | 2%   |

因此左、右派政黨不得不捐棄成見組建聯盟，在選區有限的兩個名額中協調出人選，避免選票分散遭優勢政黨或聯盟各個擊破，而形成如兩黨制的穩定政治。

## 取代

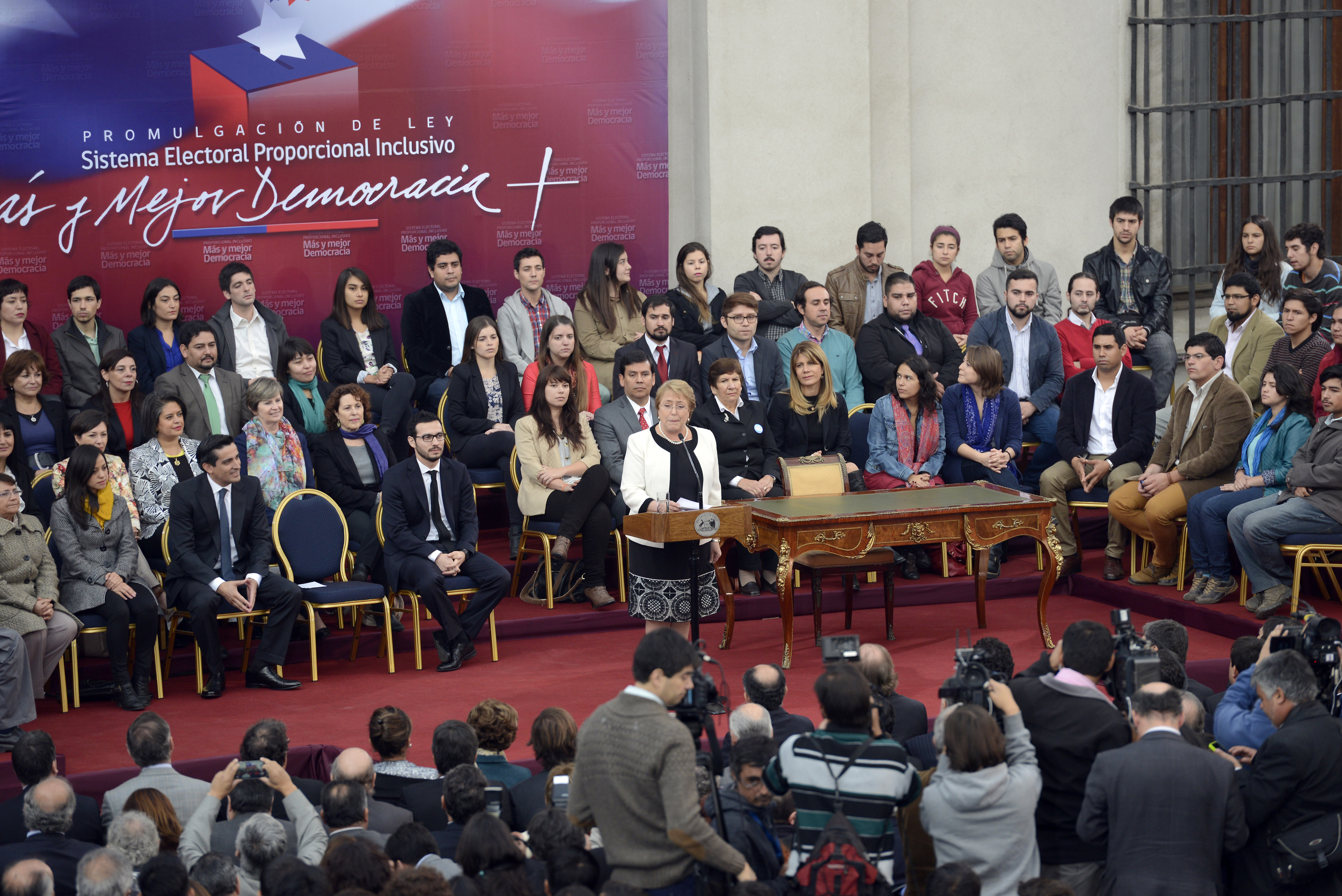
蜜雪兒·巴切萊於2015年4月27日頒布包容性比例代表選制的法律。

2014年，智利總統蜜雪兒·巴舍萊再次上台後推動選制改革。2014年1月31日，國會修憲去除眾議員120名定額為改革選制初步。同年4月23日，總統巴切萊提出以比例代表制取代雙席位制的草案；接著28日，眾議院通過，參議院則經執政和在野聯盟數月協商後修改通過。
2015年1月20日，眾議院通過參議院修正案，眾議院由120名增至155名，全國原60改成28個選區，各選區依選民人數按比例選出3至8名，於2018年就任。參議院從38增到50名，2017年起逐步增加，屆時改選一半參議員，其餘2021年改選完成。值得注意的是規定女性候選人不得少於40%，鼓勵女性參與；而獨立候選人方面，降低以往當選門檻，唯需上次選舉得票率5%始可登記參選。同年1月23日，國會發送法案至憲法法院做司法審查；翌日參議院右派聯盟亦申請合憲性審查，憲法法院裁定合憲。同年4月27日正式成為法律。
由於擴大民眾、婦女代表性，故稱為「包容性比例代表選制」（西班牙語：／英語：）。